# LR de la Vela
LR de la Vela (LR Velorum) és una estrella variable de magnitud aparent mitjana +5,90 en la constel·lació de la Vela, representant la vela de la mítica Nau Argos en què van viatjar Jàson i els Argonautes. La distància a la qual s'hi troba és incerta, però la seva possible pertinença a l'Associació estel·lar Vela OB1 la situaria aproximadament a 1.750 parsecs (5.700 anys llum) del Sistema Solar.
LR de la Vela és una supergegant blava de tipus espectral B6Iae amb una temperatura efectiva de 13.000-13.500 K. Enormement lluminosa, radia 60.250 vegades més energia que el Sol comparable a Deneb (α Cygni) o ν Cephei - i, com correspon a la seva classe, també té una mida considerable; el seu radi és 45 vegades més gran que el de el Sol i gira sobre si mateixa amb una velocitat de rotació projectada de 41 km/s. És una estrella molt massiva, sent la seva massa aproximadament 30 vegades més gran que la massa solar, per la qual cosa finalitzarà la seva curta vida esclatant en forma de supernova.
LR de la Vela és una variable Alfa Cygni; la lluentor oscil·la 0,072 magnituds al llarg d'un període de 1,695 dies.